# Ceryx vespella
Ceryx vespella är en fjärilsart som beskrevs av Obraztsov 1957. Ceryx vespella ingår i släktet Ceryx och familjen björnspinnare. Inga underarter finns listade i Catalogue of Life.